# یکشنبه غم‌انگیز

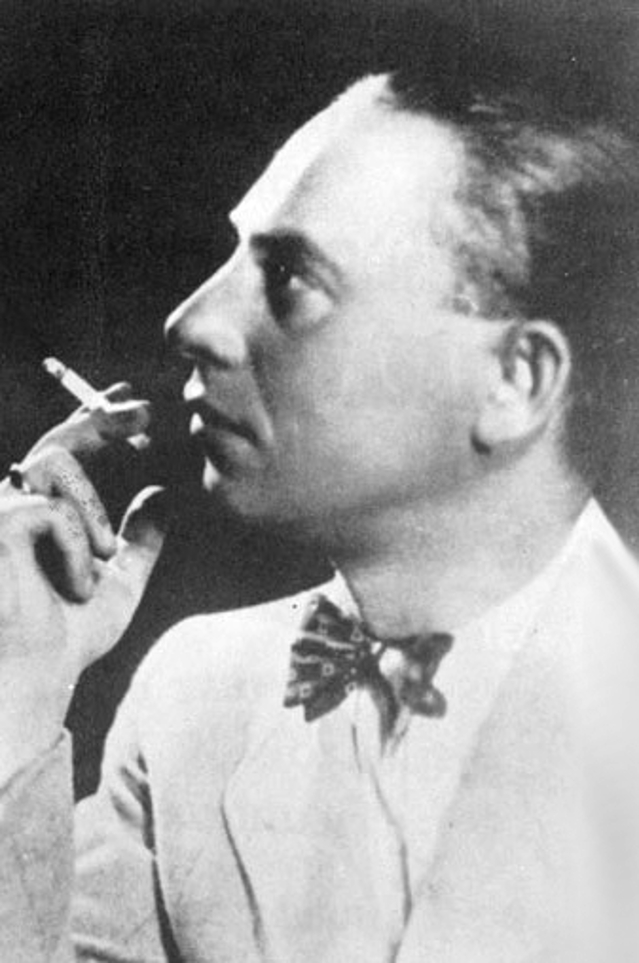
رِژو شِرِش، ۱۹۲۵

یکشنبهٔ غم‌انگیز (مجاری: Szomorú vasárnap; انگلیسی: Gloomy Sunday) که با عنوان آهنگ خودکشی مجاری نیز شناخته می‌شود، ساختهٔ رِژو شِرِش نوازنده پیانو و آهنگساز مجار است که در سال ۱۹۳۳ منتشر شد. عنوان شعر اصلی، «جهان رو به پایان» در مورد ناامیدی ناشی از جنگ و گناهان مردم است و با دعایی خاموش پایان می‌یابد. شعر یکشنبهٔ غم‌انگیز سرودهٔ لاسلو یاوور بود و داستان قهرمانی را بازمی‌گوید که پس از مرگ معشوقه‌اش خودکشی می‌کند. شعرهای دیگری نیز برای این آهنگ منتشر شده که محبوبیت بیشتری نسبت به نسخه اولیه آن که تقریباً فراموش شده بود، کسب کردند. این آهنگ برای اولین بار در سال ۱۹۳۵ به زبان مجاری توسط پال کالمار خوانده شد.
«یکشنبهٔ غم‌انگیز» برای اولین بار به انگلیسی در سال ۱۹۳۶ توسط هال کمپ و با اشعار سام لوئیس ضبط شد. این آهنگ در بیشتر مناطق انگلیسی زبان جهان پس از انتشار یک نسخه به خوانندگی بیلی هالیدی در سال ۱۹۴۱ مشهور شد. شعر لوئیس مربوط به خودکشی بود، و شرکت ضبط کننده آن را با عنوان «آهنگ خودکشی مجاری» توصیف کرد. بر اساس افسانه‌ای محلی ادعا شده که بسیاری از مردم به‌خصوص مجارها پس از گوش دادن به این آهنگ اقدام به خودکشی کرده‌اند.

## ساخت
این آهنگ توسط رژو شرش، در تلاش برای کسب عنوان ترانه‌سرا و در زمانی که وی در پاریس زندگی می‌کرد در اواخر سال ۱۹۳۲، تنظیم شد. موسیقی اصلی با ملودی پیانو دو مینور و با اشعاری که روی آن خوانده شد، تنظیم شده است. شرش این آهنگ را در زمان بحران بزرگ اقتصادی و افزایش نفوذ فاشیستی به مجاری نوشت. اگرچه منابع مختلفی در مورد سودازدگی و افسردگی شخصی شرش به عنوان انگیزهٔ ساختن ترانه اشاره شده که متفاوت از نگرانی در مورد آینده جهان است. ترانه هیچ گونه مضمون سیاسی ندارد، بلکه نوحه‌ای برای مرگ معشوق و تعهدی برای دیدار دوباره پس از مرگ بود.

## ترجمه شعر انگلیسی
یکشنبهٔ غم‌انگیز است،
ساعات من سرشار از بیخوابی است
عزیزترینم، سایه‌هایی که
با من زندگی می‌کنند بی‌شمارند
گل‌های کوچک سفید
هرگز بیدارت نمی‌کنند
نه در جایی که درشکهٔ سیاهِ اندوه تو را دربر گرفته است
فرشته‌ها ابداً به فکر
برگرداندن تو نیستند،
آیا خشمگین می‌شوند
اگر من به پیوستن به تو فکر کنم
یکشنبهٔ غم‌انگیز
غم‌انگیز یکشنبه است،
با سایه‌هایش آن را می‌گذرانم
من و قلبم
عزم کرده‌ایم که همه چیز را تمام کنیم
بزودی شمع‌ها روشن خواهند شد
و دعاگزارانی می‌آیند که غمگین‌اند می‌دانم
نگذار ضجه بزنند، بگذار بدانند که من با این رفتن خوشحالم
مرگ رؤیا نیست
با مرگ تو را در آغوش می‌کشم.
با آخرین نفس روحم، برایت آمرزش می‌طلبم
یکشنبهٔ غم‌انگیز
بعضی نسخه‌های انگلیسی این قسمت را اضافه دارد:
رؤیا بود، من فقط رؤیا می‌دیدم
بیدار شدم و تو را درخواب دیدم
در عمق قلبم، عزیزم
نازنینم امیدوارم
که رؤیایم هرگز تو را آزار ندهد
قلبم به تو می‌گوید
که چقدر تو را می‌خواستم
یکشنبهٔ غم‌انگیز

## یادداشت
1. ↑  مجاری: Vége a világnak